# Batman: Arkham Knight
Batman: Arkham Knight é um jogo eletrônico de ação-aventura produzido pela Rocksteady Studios e lançado mundialmente 23 de Junho de 2015 pela Warner Bros. Interactive Entertainment para PlayStation 4, Xbox One e Microsoft Windows. Baseado no popular super-herói da DC Comics, Batman, é o sucessor do jogo de 2013 Batman: Arkham Origins, e o quarto e último jogo da série Batman: Arkham. Arkham Knight foi o primeiro da série que teve a classificação "M" (Maiores de 17 anos) atribuída pela ESRB. Estava planejada uma versão para os sistemas OS X e Linux, mas foi cancelada em fevereiro de 2016.
Escrita por Sefton Hill, Martin Lancaster e Ian Ball, a história acontece um ano depois dos eventos de Arkham City, em que Batman, no pico máximo das suas habilidades, tem de defrontar o vilão Espantalho, que criou um ataque a Gotham City causando a evacuação da cidade. Com a ajuda do misterioso Cavaleiro de Arkham, um personagem original criado pela Rocksteady para o jogo, Espantalho reúne os grandes inimigos de Batman, com o intuito de eliminar de uma vez o Cavaleiro das Trevas.
Arkham Knight é apresentado na perspectiva de terceira pessoa, com o principal foco nas habilidades de Batman. O jogo introduz o Batmóvel, que pode ser usado para transporte e combate. O arsenal de Batman foi expandido, com um maior número de engenhocas e ataques, incluindo o uso de parceiros. O jogo também apresenta uma maior estrutura de mundo aberto, permitindo uma melhor condução e que o jogador possa completar missões secundárias sem interferir com o enredo principal.
Tal como os seus antecessores, Batman: Arkham Knight foi muito bem recebido por parte da imprensa da especialidade, particularmente pela sua jogabilidade, visuais, combate e o mundo aberto da cidade de Gotham. Enquanto que o enredo teve análises variadas, as criticas foram mais dirigidas para com o uso excessivo e a ênfase dada ao Batmóvel em algumas seções. No entanto, apenas as versões para os consoles receberam boas análises; a versão para Windows tornou-se objecto de imensas criticas devido aos problemas técnicos e de desempenho, mesmo utilizando computadores com hardware topo de gama, levando a Warner Bros. e a Rocksteady a suspender temporariamente as suas vendas. Um sucesso comercial, em outubro de 2015 já tinham sido vendidas mundialmente mais de cinco milhões de cópias. A Rocksteady durante os meses seguintes ao lançamento criou muito conteúdo adicional, incluindo missões baseadas na história, mapas de desafio, fatos para Batman e para os seus aliados, assim como vários Batmóveis do universo Batman e circuitos de corrida.

## Jogabilidade

O jogador pode planar por toda a cidade com a ajuda do arpéu e da capa de Batman.

Batman: Arkham Knight decorre em Gotham City, cidade que está totalmente aberta desde o início do jogo. O jogador pode correr toda a cidade dentro do limite das suas fronteiras. Arkham Knight tem muitas das mecânicas e engenhocas usadas nos jogos anteriores da série Arkham, incluindo o sistema de contagem de combos e a visão de detective. Todas as engenhocas de Batman de disparo rápido, como os batarangues, podem ser agora ser usadas no ar. O fato de Batman pode ser melhorado durante o jogo, algo já começado em Arkham City. O personagem pode voar pela cidade usando a sua capa, podendo agora planar por maiores períodos de tempo. O arpéu, pode ser usado enquanto voa para mudar de direção instantaneamente, assim como pode ser disparado duas vezes no ar para desencadear vários movimentos. Existe um novo batarangue equipado com um sensor, que pode ser usado para dar informações sobre um determinado local, e o Sintetizador de Voz usado para direcionar os inimigos para armadilhas. O Anulador pode ser usado para desarmar e fazer explodir armas inimigas, criar armadilhas nas munições dos inimigos ou marcar veículos para Batman perseguir.
As mudanças no sistema de combate incluem a capacidade de combinar vários ataques, incluindo contra-ataques, golpes e a possibilidade de se esquivar. Os inimigos típicos são agora capazes de executar uma carga em força e atacar, algo apenas utilizado por inimigos maiores em jogos anteriores; também usam escudos e armas de choque; outros têm armas que danificam significativamente Batman. Uma precisão cronometrada esquiva e um batarangue pode derrotar alguns inimigos instantaneamente. O sistema dá a possibilidade de atacar inimigos que estão no chão sem interromper a combinação de ataques. Batman pode lançar os inimigos contra outros para causar mais danos e desarmar os que usam armas, como tacos de basebol, e usar a arma adquirida em vários oponentes antes desta se quebrar. Arkham Knight introduz inimigos médicos que dão escudos aos parceiros e reavivam os inconscientes. Inimigos com espadas e os "brutos" (mais fortes) são mais resistentes e têm de ser colocados inconscientes antes de se poder causar-lhes danos, enquanto que para derrotar os brutos com armas são necessários mais etapas/passos. Os inimigos são igualmente capazes de usar tácticas para bloquear as habilidades do herói, como largar minas, controlar drones, além de conseguirem detectá-lo se este estiver a usar a visão de detetive por muito tempo.
Por toda a cidade, Batman pode encontrar torres de controle inimigas, sedes de guarda, drones aéreos e minas nas ruas. Alguns drones podem ser alterados com um aparelho, o Invasor Remoto, e virá-los contra o inimigo. Arkham Knight introduz o "Golpe Multi-Intimidação", onde Batman pode eliminar três, quatro ou cinco inimigos, desde que eles não o tenham visto; depois de cada eliminação o tempo fica lento, permitindo ao jogador escolher o próximo inimigo. Itens perigosos dentro da área, como geradores de energia eléctrica, podem ser integrados em combate para provocar ataques ambientais. O combate é recompensado com pontos de experiência, usados para desbloquear novas habilidades para as engenhocas, mais movimentos de combate e melhorias de saúde.
Batman pode aceder às grades a partir de longas distâncias, permitindo-lhe rebolar em frente e colocar-se logo no imediato debaixo desta, se estiver ao alcance, em vez de ter que estar bem em cima delas, enquanto também pode fazer vários ataques a partir delas. Alguns inimigos têm aparelhos que conseguem bloquear a visão de detetive.
Batman: Arkham Knight introduz um novo modo de jogo, o ‘Dual Play’, que permite aos jogadores "durante um combate mudar instantaneamente entre o Cavaleiro das Trevas e os seus aliados incluindo Robin, Asa Noturna e Mulher-Gato." Cada ataque não interrompido e bem sucedido dá pontuação ao jogador, mantida sempre que se troca de personagens, desbloqueando eliminações duplas nas pontuações elevadas.
Arkham Knight tem missões secundárias, que podem ser jogadas em qualquer altura, e incluem personagens proeminentes do universo Batman. Um deles, o Charada, tem 243 "Desafios do Charada" para resolver, embora opcionais. Os desafios consistem em colecionar os troféus espalhados pela cidade com a ajuda do equipamento e do carro de Batman. A localização de alguns troféus pode ser obtida ao interrogar os aliados do Charada. Batman pode investigar assassinatos, usando o seu scanner para localizar pistas e identificar os culpados. Também pode ser usado o Sensor de Tecido que pode explorar a pele da vitima, os músculos e os ossos à procura de pistas. Completar algumas tarefas reflete-se no Departamento de Policia de Gotham City com os bandidos e os supervilões a serem presos, bem como as memórias criminais de missões de jogos anteriores colecionados na sala de provas.
Depois de completo, o jogo tem disponível a opção “Nova História +”, que permite aos jogadores recomeçar de novo com todas as melhorias e progresso já obtidos, incluindo os troféus do Charada.

### Batmóvel
O jogo introduz o carro de Batman, o Batmóvel, como o único veículo que se pode conduzir. O veículo à prova de bala pode ser colocado no local onde está o jogador sem restrições, esteja ele a pé, ou em voo, sendo que neste aspecto o carro pode ser colocado para encontrar Batman quando este chega ao chão. Tem misseis que podem imobilizar outros veículos, fazer rotação, saltar, fazer turbos instantâneos e destruir objetos como barricadas e árvores. Pode ejetar imediatamente Batman para ele se poder agarrar ou planar por Gotham City.
Alguns inimigos fogem ao verem o veículo, eliminando a necessidade de Batman ter de lutar contra eles. Os que atacam o carro podem ser imobilizados com os taser's de defesa automáticos. Os Troféus do Charada também têm objetivos em que se pede para usar o Batmóvel, como uma corrida cronometrada num túnel subterrâneo. Tal como Batman, o veículo também pode ser melhorado com novas habilidades.
O Batmóvel tem dois modos, que podem ser trocados em qualquer altura: Perseguição e Combate. Perseguição é para se mover de área para outra área e para completar desafios de condução específicos. Em modo Combate, o Batmóvel torna-se numa espécie de tanque, permitindo movimentos de 360º, incluindo a possibilidade de andar de lado em qualquer direção, com um sistema de armas múltiplas, incluindo uma arma Vulcan para estragos rápidos, um canhão de 60mm para destruir veículos enormes, misseis e um supressor antitumulto não-letal.
Outras melhorias para o veículo incluem o aparelho PEM, que lança uma carga elétrica para paralisar temporariamente drones inimigos; e o "vírus de CPU", que permite ao jogador adulterar os sistemas de armas dos veículos inimigos fazendo com que se ataquem uns aos outros. O veículo pode também ser controlado remotamente, ser conduzido em zonas interiores, e ajudar a resolver puzzles, como fazer baixar um elevador inacessível com a ajuda do seu gancho. O avião de Batman, o Batwing, pode ser usado em conjugação com o Batmóvel para entregar melhorias.

## Sinopse

### Personagens

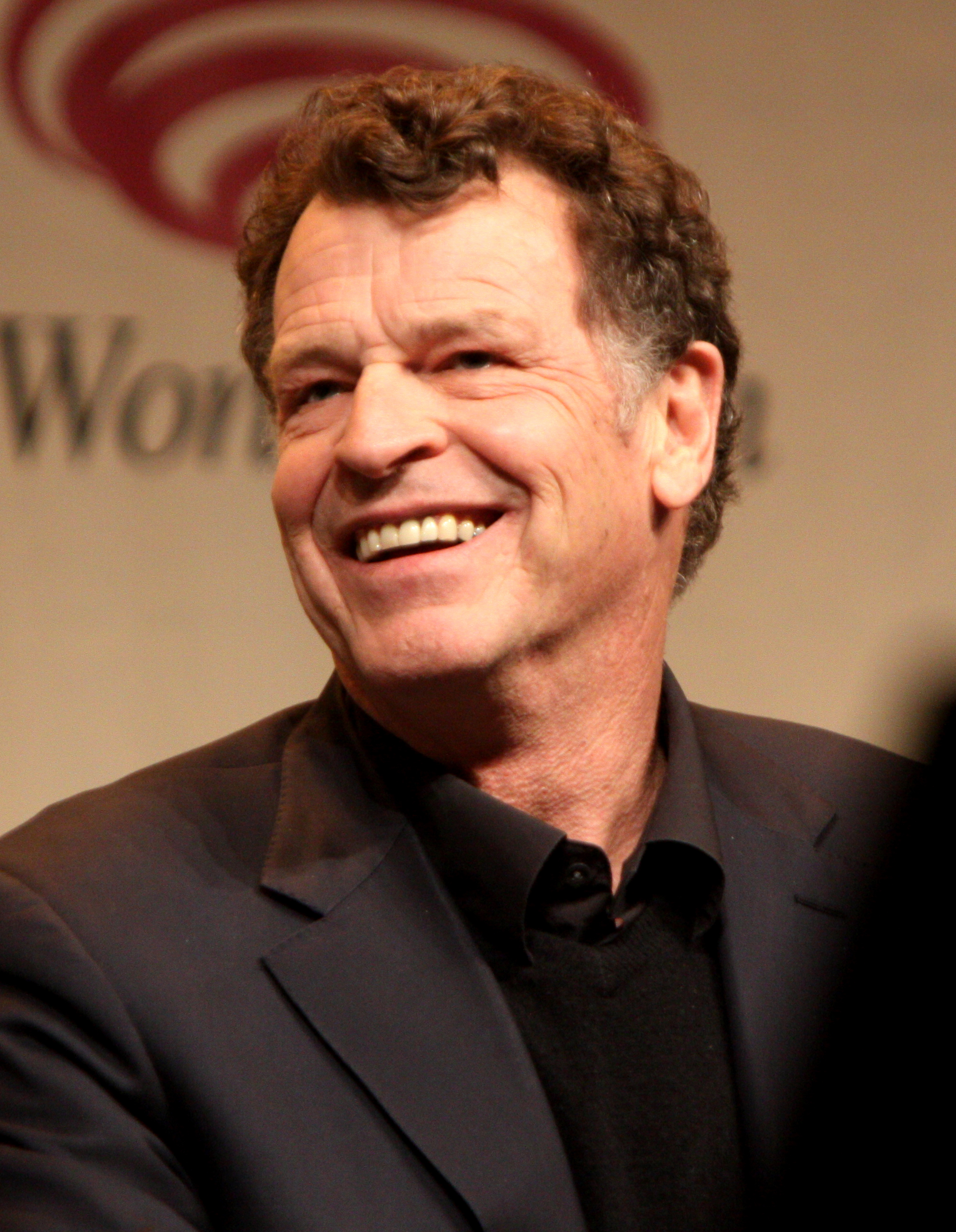
O actor John Noble, a voz do Espantalho

Arkham Knight apresenta um grande elenco de personagens retiradas do universo da banda desenhada de Batman. O protagonista é Batman (Kevin Conroy), um super-herói treinado até à condição física e mental perfeita, perito em artes marciais. É ajudado pelos seus aliados, o comissário James Gordon (Jonathan Banks) e a sua filha Barbara Gordon, que trabalha sobre o disfarce de Oráculo (Ashley Greene), Robin (Matthew Mercer), Asa Noturna (Scott Porter), e pela Mulher-Gato (Grey DeLisle). O leal mordomo de Batman, Alfred Pennyworth (Martin Jarvis) e Lucius Fox (Dave Fennoy), dão suporte tático ao herói enquanto que o sagrado guerreiro Azrael (Khary Payton), espera substituir Batman e tornar-se o protetor de Gotham.
Pela cidade de Gotham, Batman tem de entrar em confronto com vários super-vilões: tem de superar o plano do Espantalho (John Noble), desmantelar a rede de armas do Pinguim (Nolan North), acabar com os assaltos aos bancos feitos pelo Duas-Caras (Troy Baker), resolver os desafios do Charada (Wally Wingert) capturar a controladora de plantas Hera Venenosa (Tasia Valenza). e impedir a Arlequina (Tara Strong), que procura vingar-se contra Batman da morte do Coringa (Mark Hamill), o nêmesis psicopático de Batman. O jogo apresenta um novo vilão, o Cavaleiro de Arkham (também com voz de Baker), criado propositadamente pela Rocksteady, por Geoff Johns, escritor e co-publicador na DC Comics, e por Jim Lee, co-publicador da DC e artista de banda desenhada.  O Cavaleiro de Arkham é uma versão militar de Batman, com o logótipo do Arkham City ("A") no peito. Outros vilões aparecem no jogo incluindo o piromaníaco Vagalume (Crispin Freeman), o Morcego Humano, o assassino Exterminador e Professor Pyg, Silêncio que personifica Bruce Wayne, o alter-ego de Batman, e o fanático religioso Díacono Joseph Blackfire.
Arkham Knight contém aparições de outros personagens das histórias da banda desenhada assim como dos anteriores jogos da série Arkham, incluindo o magnata dos negócios Lex Luthor, a lutadora contra o crime e também Batwoman Kathy Kane, o empresário farmacêutico Simon Stagg, o mutante Crocodilo, os repórteres Vicki Vale e Jack Ryder, o policial Aaron Cash e os assassinos Homem Calendário e Victor Zsasz. Existem ainda referências a Superman, Canário Negro, Besouro Azul, Solomon Grundy, Cara-de-Barro, Copperhead, Sexteto Secreto, Flash, Film Freak, Caçador de Marte, John Constantine, Renee Montoya, Metamorpho, Kairi Tanaga, Time 7, Caçadora, Aves de Rapina, Maggie Sawyer, Ocean Master, o Fantasma Cinzento do episódio "Beware the Gray Ghost" da série televisiva Batman: The Animated Series, Zatanna,Monstro do Pântano,Questão, Arqueiro Verde, Booster Gold e o cão Ace.
Em adição, nos vários conteúdos adicionais do jogo aparecem ainda Máscara Negra, Starro, Chapeleiro Louco, Sr. Frio e Ra's al Ghul.

### Cenário
Arkham Knight começa um ano depois da morte do Coringa, durante os eventos de Arkham City, e Batman sente-se desconfortável com a ausência do seu nêmesis, sentindo que o par tinha uma ligação maior que aquela que ambos podiam admitir. Sem a presença caótica do Coringa, os cidadãos de Gotham sentem-se mais seguros, e a taxa de crime na cidade decresceu consideravelmente. No entanto, vários criminosos chave, incluindo o Pinguim, Duas-Caras e Arlequina, reuniram-se numa frente unida, para eliminar de vez o Cavaleiro das Trevas. Na noite de Halloween, o Espantalho ameaça a cidade, dizendo que irá detonar bombas por toda a Gotham que contêm uma nova estirpe do seu "gás do medo". Em resposta, os oficiais da cidade evacuam os seis milhões de residentes de Gotham, em que apenas os criminosos ficam para trás, deixando o comissário Gordon e a policia de Gotham City muito ocupados. Antecipando uma nova ameaça, Batman continua a criar tecnologia para combater o crime enquanto vai vigiando a cidade todas as noites.
A cidade de Gotham é aproximadamente cinco vezes maior que o mapa de Arkham City. O enredo decorre no centro da cidade, que está espalhada por três ilhas (Bleake, Founders e Miagani), com vários distritos, incluindo as docas industriais e uma Chinatown cheia de néon. A Oracle colocou o seu centro de comunicações na Torre do Relógio, que tem também uma Batcaverna secundária.

### Enredo
No Halloween, o Espantalho ameaça lançar o seu novo gás do medo por toda a cidade de Gotham. A cidade é assim evacuada, deixando apenas a policia e os criminosos. Batman segue o Espantalho até ao seu esconderijo e salva Hera Venenosa que lá se encontrava aprisionada. Hera tinha recusado juntar-se aos outros vilões de acordo com o plano do Espantalho. Batman viaja então até à Torre do Relógio onde a Oráculo descobre que a Ace Chemicals é a fonte das toxinas do Espantalho. Batman investiga as instalações, mas é interceptado pelo Cavaleiro de Arkham e o seu exército armado. Batman consegue vencê-lo e localiza Espantalho, que tinha transformado todo o edifício na sua bomba de gás. Espantalho diz-lhe que raptou a Oráculo e expõe Batman à sua toxina antes de escapar. Batman inibe o raio de explosão da bomba, antes de ser confrontado pelo Coringa.
É então revelado que antes da morte do Coringa, ele enviou o seu sangue doente para os hospitais de Gotham, e injetou-o em Batman; Batman encarcerou quatro infectados pelo seu sangue que estavam a começar a transformá-lo, física e psicologicamente, no Coringa. O Coringa, agora existindo como uma projeção mental formada a partir do sangue infectado e da toxina do medo, aparece frequentemente para incomodar Batman, manipulando a sua percepção do mundo ao seu redor. Depois de escapar à explosão da Ace Chemicals, Batman informa Gordon que a sua filha tinha sido raptada porque estava a trabalhar com ele. Zangado, Gordon decide procurar Espantalho.
Batman descobre que Simon Stagg, um homem de negócios farmacêuticos, estava trabalhando com Espantalho para criar o "Dispositivo de Precipitação", um aparelho desenhado para espalhar de forma massiva o gás do medo. Batman confronta Espantalho dentro da aeronave de Stagg, e uma dose da toxina faz com que o Coringa assuma temporariamente o controle do corpo de Batman, enquanto o Cavaleiro leva o Dispositivo. Enquanto recupera, Batman localiza a Oráculo no esconderijo do Espantalho, mas quando chega ela é exposta à toxina, e no meio do seu terror, comete suicídio. Arlequina apodera-se da base de Batman nos estúdios Panessa, para salvar os pacientes infectados. Batman e Robin capturam Arlequina e os infectados, mas um deles, que tinha fingido imunidade, mata os outros e suicida-se, acreditando que Batman é que será o Coringa perfeito. Percebendo-se que Batman é o último paciente, Robin tenta aprisioná-lo antes do Coringa tomar o seu controle, mas Batman recusa até o Espantalho ser detido, e aprisiona Robin numa cela.
O Cavaleiro ativa o Dispositivo, inundando a cidade com o gás do medo. Batman destrói o aparelho e convence Hera a criar uma velha árvore que pode absorver e neutralizar a toxina; é bem sucedida e salva Gotham, mas os seus próprios esforços matam-na, ao mesmo tempo que a exposição de Batman à toxina dão ainda mais força ao controle do Coringa. Batman persegue o Cavaleiro para um local de construção para salvar Gordon. O Cavaleiro revela ser Jason Todd, o segundo Robin, que aparentemente tinha sido morto pelo Coringa, mas que foi feito prisioneiro e esteve durante um ano sendo torturado pelo vilão. Todd culpa Batman por o ter abandonado, e apesar de Batman oferecer a sua ajuda para recuperar Todd, este escapa. Batman e Gordon confrontam Espantalho no telhado do edifício. É revelado que Oráculo está viva, e que o seu suicídio foi uma alucinação. Gordon dispara sobre Batman para salvar a vida da sua filha, mas mesmo assim Espantalho atira Oráculo do telhado. Como era intenção de Gordon, a armadura de Batman parou a bala, permitindo que ele salve Oráculo. Depois de salvar Oráculo, ambos regressam ao Departamento de Polícia de Gotham City (DPGC), mas Espantalho escapa com Gordon. Com a ajuda do que resta do seu exército, Espantalho ataca o DPGC para eliminar os aliados de Batman. Batman e Oráculo conseguem neutralizar a milícia, mas Espantalho usa toda a distração para raptar Robin.
Para salvar Robin e Gordon, Batman rende-se a Espantalho e é levado para as ruínas do Asilo Arkham. Com a ajuda da televisão, Espantalho revela a identidade de Batman para todo o mundo, e antes de o libertar, injeta-o várias vezes com a sua toxina. Dentro da sua mente, Batman e Coringa lutam pelo controle; Batman triunfa e tranca para sempre o Coringa em sua mente. Todd chega entretanto e liberta Batman, para além de subjugar o Espantalho com a sua própria toxina.
Enquanto Gordon e a policia reclamam de novo as ruas, Batman assegura-se que Gotham está a salvo antes de ativar o protocolo "Knightfall", que protege aqueles que ama. Cercado por jornalistas, Batman regressa à Mansão Wayne onde é saudado por Alfred. Quando o par entra na Mansão, descem as escadas, e explodem a mansão. Mas isso tudo só foi um plano para forjar sua morte, e de Alfred, que estava em risco, Já que sabiam que eram mordomo de Bruce Wayne. Na cena final, há dois ladrões assaltando um casal com seu filho, Batman joga uma toxina do medo pelos ares e assusta os bandidos, ele voltou por que já sabiam que Batman estava morto, então agora que Bruce forjou sua morte pode ser o Batman para sempre.

## Desenvolvimento
Em Agosto de 2012, Paul Dini, escritor dos primeiros dois jogos da série, afirmou que não estaria envolvido na sequela de Arkham City. Não escreveu nenhum dos conteúdos adicionais (incluindo "Harley Quinn's Revenge"), afirmando até que a Warner Bros. e a Rocksteady sugeriram que ele devia aceitar outro trabalho se lhe fosse oferecido. A Rocksteady optou por usar o seu próprio grupo de escritores, liderados por Sefton Hill, com alguns elementos do argumento por Martin Lancaster; Geoff Johns serviu como consultor para o enredo.
Depois de algum material ter escapado para a Internet no final de Fevereiro, Arkham Knight foi anunciado em Março de 2014, juntamente com um vídeo de nome "Father to Son". Os criadores da série, a Rocksteady Studios, regressaram para produzir o jogo, depois de Arkham Origins (2013) ter sido desenvolvido pela Warner Bros. Games Montréal. Arkham Knight está a ser descrito como o capítulo conclusivo da série Arkham. A Rocksteady já tinha em mente um final para a série desde a produção de Arkham City. Kevin Conroy regressa para dar a voz a Batman, depois de o ter feito em Arkham Asylum e Arkham City, depois de ele próprio ter dito que estava a trabalhar "no próximo jogo Arkham". tal afirmação levantou muita especulação que seria ele a ser Batman em Batman: Arkham Origins, o que não viria a ser o caso.

"Obviamente que há muitos jogos que são lançados nas duas gerações e eles não parecem puxar muito pelo potencial das novas consolas por causa disso. Mas uma vez que tomámos essa decisão muito cedo, fomos capazes de ser mais ambiciosos no design e de fazer um verdadeiro e genuíno jogo da nova geração."

Sefton Hill
A Rocksteady decidiu muito cedo fazer Arkham Knight apenas para aquelas que seriam na alturas as próximas consolas, que foi considerado para permitir que eles se concentrem sobre o uso dos recursos do sistema ao máximo, sem refrear as suas ideias para acomodar os sistemas mais velhos. A Rocksteady conseguiu utilizar o novo poder tecnológico da PlayStation 4 e da Xbox One, permitindo-lhes ter mais personagens no ecrã ao mesmo tempo e em qualquer altura, e os motins podem ter até cinquenta inimigos no ecrã a interagir com o ambiente, como quebrar itens, e usando spray de graffiti. As mudanças técnicas permitem fazer todas as cutscenes renderizadas no motor, versus pré-rendererizadas como nos jogos anteriores. Para descrever a escala e a diferença entre este jogo e os anteriores, Albert Feliu, artista principal dos personagens, disse que um modelo de um personagem em Arkham Knight tem o mesmo número de polígonos que todo o ambiente de Arkham Asylum. Arkham Knight é o primeiro da série que usa o motor de física Apex, para que por exemplo, a capa de Batman, possa reagir realisticamente ao movimento e ao vento. A Warner Bros. suportou o conceito da Rocksteady para o jogo mas sentiu que três anos seria muito tempo, delegando a prequela, Arkham Origins, para a Warner Bros. Games Montréal e assim preencher o vazio.
O jogo não tem uma componente multijogador, como Sefton Hill, o director do jogo explicou: "É um jogo para um único jogador. Não há multijogador. Desde o inicio que era esta a nossa visão. Irá ter todo o nosso esforço desta vez. Não temos tempo para o multijogador. [A equipa planeia] focar-se em dar a melhor experiência possível para um jogador. Achamos que não é necessário o elemento multijogador. A Warner Bros deu-nos apoio desde o principio." Hill também referiu que o jogo não tem tempos de carregamento, "podes jogar do inicio ao fim e não verás um único ecrã de carregamento. Isso foi algo de muito importante para nós." O título, “Arkham Knight”, não é uma referência a Batman, mas para um personagem original que está a ser criado pela Rocksteady de propósito para o jogo.
Em Junho de 2014 foi revelado que o lançamento do jogo tinha sido adiado para 2015. Sobre o adiamento, Guy Perkins, director de marketing da Rocksteady, disse que "Se não damos mais tempo à equipa para concluir, iríamos lançar algo com o qual não ficaríamos satisfeitos. Queremos ter a certeza que fica tudo feito a 100%."

### Design

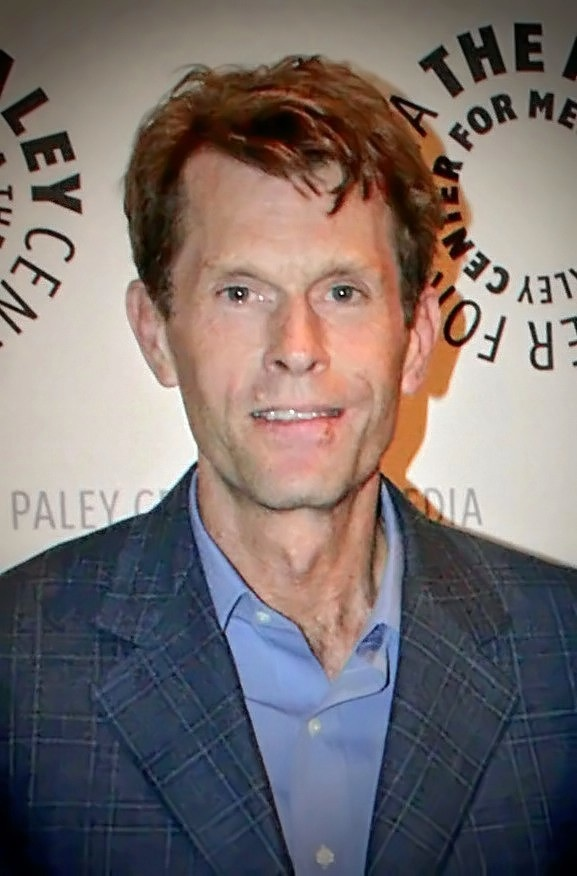
Kevin Conroy dá a sua voz a Batman em todos os jogos Arkham da Rocksteady.

O carro de Batman foi um dos aspectos que a Rocksteady queria incluir nos jogos anteriores mas estavam limitados por questões técnicas. Os designers, que trabalharam em parceria com a DC, inspiraram-se nos desenhos feitos para Arkham Asylum, em vez dos modelos usados através do historial de Batman nos vários média, e desenvolver o necessário para ter os requerimentos mínimos de jogabilidade. Foi dado um objectivo ao criar o Batmobile para Arkham Knight: "criar o melhor carro de sempre nos jogos", afirmou Hill, à revista Game Informer. O carro ocupa aproximadamente 160MB de memória, acrescentou David Hego, director de arte: "Quase que preenche completamente a memória da Xbox 360 se fosse [por inteiro] um jogo. É muito próxima geração." O veículo foi desenhado para integrar-se com as travessias a pé de Batman sem ser um empecilho; pode ser chamado com um simples toque de um botão, e Batman pode entrar nele e ser ejectado logo de seguida e planar logo instantaneamente. Ao contrários de Arkham Origins, Arkham Knight não tem nenhum mecanismo de viagem rápida porque os produtores querem que andar pela cidade faça parte do jogo, fazendo com que os jogadores tenham toda a experiência. Durante o início da produção, a Rocksteady colocou um protótipo do Batmobile no mapa de Arkham City, apercebendo-se da maneira que a cidade como estava desenhada, não trabalhava bem com um veículo de condução. A cidade de Gotham City foi redesenhada com ruas mais largas para permitir a deslocação do Batmobile e de outro tráfego, sem colidir com as paredes, e os prédios foram desenhados para serem mais altos para acomodar o modo de ejecção do veículo. Os edifícios que são atingidos pelo veículo sofrem danos cosméticos sem diminuírem a velocidade do carro, porque considerou-se que ser impedido por uma colisão enquanto se faz uma curva/esquina diminui a fantasia poderosa de conduzir o Batmobile.

"A introdução desses elementos exigiu que criássemos um mundo maior para as suportar, mas existiu uma componente que ficou a faltar nos nossos jogos, o Batmobile. Ele nunca marcou presença pois não se encaixaria em Asylum ou City, dai ser crucial construir um mundo aberto à volta dele."

Guy Perkins, gestor da Rocksteady, sobre o motivo pelo qual o mapa de Arkham Knight é maior.
Para redesenhar Gotham, os produtores usaram os aspectos góticos dos jogos anteriores tentando fazer da cidade mais credível e densa. Juntamente com pequenos elementos como luzes de néon, cartazes de publicidade, e carros de estilo americano, a equipa criou ideias para lojas que poderiam ser encontradas na cidade, mantendo um tema distópico e cinzento. Ao descrever o desenho da cidade, Hego disse: "todo o tipo de elemento que adicionamos ... faz toda a experiência se sentir um pouco fora do tempo. Não conseguimos saber se foi à vinte anos atrás, agora ou daqui por dez anos." "Queremos ter a certeza que o mundo é rico e cheio de coisas interessantes para fazer," disse Hill. "Não estamos a tentar criar o maior mundo de sempre. Estamos a tentar criar um mundo realmente rico, vibrante e denso."
A armadura de Batman foi redesenhada para condizer com o Batmobile, fazendo com que pareçam visualmente similares - com os mesmos materiais e texturas — e funcionalmente compatíveis com os métodos de alta velocidade, quando por exemplo o personagem entra e sai do veículo. O desenho também acrescentou armadura nos ombros de Batman, cobrindo a capa anteriormente exposta, para fazê-lo parecer mais viável e assim poder segurar o peso do Batman sem falhas, evitando quedas enquanto este plana. Para as personagens, o director de arte David Hego, disse que os desenhos foram feitos no sentido de se tornarem interessantes mesmo depois do jogador os ter visto várias vezes nos jogos anteriores. Como o jogo decorre durante o Outono os personagens tiveram de ser vestidos de uma forma diferente de Arkham City, em que a acção decorria no Inverno. O Penguin tem a cabeça rapada, não tem o seu casaco longo, e tem um aspecto mais sujo, com a roupa a mostrar sinais de suor e nódoas de comida. Para Two-Face, os desenhadores sentiram que o personagem não necessitava de uma grande mudança, mas no entanto deram maior ênfase às suas características típicas, particularmente à carne desfigurada, usando carne queimada como referência e inspiração. Similarmente, quiseram reter as características típicas do Riddler, como a camisa verde com os pontos de interrogação, mas no entanto o personagem vai evoluindo ao longo do jogo, modificando a sua própria roupa em resposta aos eventos do enredo.

### Música
Nick Arundel regressa para compor a música do jogo, depois de ter trabalhado em Arkham Asylum e Arkham City. Arundel é ajudado por David Buckley, que substitui Ron Fish que tinha trabalhado com Arundel nos jogos anteriores. Arundel disse que "uma das boas coisas em fazer uma sequela, é teres a oportunidade de refazer [coisas que desejavas ter mudado] e revisitar. 'Não fiz essa faixa tão bem quanto podia', então vamos fazer uma nova versão; vamos melhorá-la... Temos um conjunto de materiais que queremos manter consistentes, como o tema de Batman... queremos manter [esse] o tema e trabalhá-lo para a história deste jogo. Como podemos tirar o elemento Scarecrow de fora do tema." Arundel afirmou ainda que Buckley estava disposto a trabalhar na música que ele já tinha criado, em vez de lhes acrescentar um novo toque pessoal. Buckley recebeu o trabalho de Arundel em Arkham Asylum para ajudar a criar novas variações de acordes e melodias para o tema original.
O Volume 1 da banda sonora oficial foi lançada pela WaterTower Music no dia 23 de Junho de 2015.
| Lista de faixas |                              |                |         |  |
| N.º             | Título                       | Artista        | Duração |  |
| 1.              | "Arkham Knight - Main Theme" | David Buckley  | 2:22    |  |
| 2.              | "How it Happened"            | David Buckley  | 3:28    |  |
| 3.              | "Evening the Odds"           | Nick Arundel   | 3:40    |  |
| 4.              | "Nature Always Wins"         | David Buckley  | 2:32    |  |
| 5.              | "Pursuit"                    | Nick Arundel   | 3:47    |  |
| 6.              | "Clock Tower"                | David Buckley  | 1:18    |  |
| 7.              | "Invasion"                   | Nick Arundel   | 2:50    |  |
| 8.              | "Remnants"                   | Nick Arundel   | 6:40    |  |
| 9.              | "Scum, Criminals, and Worse" | Nick Arundel   | 1:29    |  |
| 10.             | "Gunrunner"                  | David Buckley  | 2:27    |  |
| 11.             | "On the Hunt"                | Nick Arundel   | 3:00    |  |
| 12.             | "Vendetta"                   | David Buckley  | 1:44    |  |
| 13.             | "Allegiance"                 | David Buckley  | 1:33    |  |
| 14.             | "Nowhere to Run"             | David Buckley  | 1:33    |  |
| 15.             | "Lost Soul"                  | David Buckley  | 1:48    |  |
| 16.             | "Guardian"                   | Nick Arundel   | 3:29    |  |
| 17.             | "Dark Skies"                 | David Buckley  | 3:26    |  |
| 18.             | "Insurgency"                 | Nick Arundel   | 2:04    |  |
| 19.             | "Bodycount"                  | Nick Arundel   | 4:05    |  |
| 20.             | "The Chamber"                | David Buckley  | 1:10    |  |
| 21.             | "Fear Within"                | Nick Arundel   | 1:59    |  |
| 22.             | "Inner Demon"                | Nick Arundel   | 2:01    |  |
| 23.             | "Darkest Knight"             | Nick Arundel   | 1:12    |  |
| 24.             | "All Who Follow You"         | Nick Arundel   | 2:29    |  |
| 25.             | "Trauma"                     | David Buckley  | 2:14    |  |
| 26.             | "Contingency"                | David Buckley  | 1:35    |  |
| 27.             | "Crowd Control"              | David Buckley  | 1:12    |  |
| Duração total:  | Duração total:               | Duração total: | 1:07:07 |  |

## Lançamento

Conteúdo da ‘Limited Edition’.

Originalmente planeado para ser lançado em Outubro de 2014, Batman: Arkham Knight foi lançado mundialmente para Microsoft Windows, PlayStation 4, e Xbox One a 23 de Junho de 2015. No Reino Unido, a versão para Microsoft Windows está apenas disponível no formato digital. Adicionalmente, estava planeada uma versão para OS X e Linux produzida pela Feral Interactive, mas foi cancelada em Fevereiro de 2016. Batman: Arkham Knight teve uma actualização de 3,5GB no primeiro dia.
Em Setembro de 2014 foram anunciadas as edições de colecionador de Batman: Arkham Knight: a ‘Limited Edition’ e a ‘Batmobile Edition’. Ambas as edições são limitadas, no entanto a ‘Batmobile Edition’ estará disponível apenas para as consolas. A ‘Limited Edition’, para além da cópia do jogo, inclui um livro de arte personalizado, um SteelBook, um livro de banda desenhada Arkham Knight, um pacote exclusivo com três fatos para o Batman baseados na série The New 52 da DC Comics e uma estatueta do super herói. A ‘Batmobile Edition’ tem todo o conteúdo igual à ‘Limited Edition’ mas substitui a estatueta por uma réplica transformável do Batmoblile. No entanto a 17 de Junho de 2015, os consumidores que compraram a "Batmobile Collector's Edition" foram notificados que esta tinha sido cancelada, isto porque havia um defeito na estátua do veículo, desenhada pela empresa Project Triforce. Os consumidores foram assim reembolsados ou a sua compra transferida para outra edição especial à sua escolha. Em adição, a ‘Serious Edition’ também foi anunciada, exclusivamente à venda em Amazon.com. A ‘Serious Edition’ inclui o jogo, o fato "First Appearance" (baseado na primeira vez que Batman apareceu, em Maio de 1939, no volume #27 da revista Detective Comics), e uma edição limitada do 25º Aniversário do romance gráfico Arkham Asylum: A Serious House on Serious Earth, livro em que a série Batman: Arkham foi vagamente baseada. Uma edição limitada da PlayStation 4 também foi anunciada, inclui uma consola e um comando de "Metal Cinzento" com um desenho referente a Batman.
Em Fevereiro de 2015 foi revelado que Batman: Arkham Knight é o primeiro jogo da série que tem uma classificação nos Estados Unidos de "M" (inadequado a menores de 17 anos) pela Entertainment Software Rating Board (ESRB). Sefton Hill, fundador do estúdio e realizador de Arkham Knight, disse que a classificação o surpreendeu, isto porque a equipa não fez o jogo com esse propósito: “Do nosso ponto de vista, nunca escrevemos a história do jogo com a classificação por idades em mente. Nem fizemos isso com os dois anteriores... sentimos apenas que essa era a história que realmente queríamos contar.”

### Conteúdo adicional
Harley Quinn é uma personagem jogável via conteúdo adicional, com as suas próprias armas e habilidades; também inclui quatro mapas de desafio para a personagem. A história acontece antes dos eventos de Batman: Arkham Knight, em que Quinn tem que se infiltrar na cidade de Blüdhaven para salvar Poison Ivy, aprisionada pela policia local. Nos Estados Unidos, a Walmart, juntamente com o conteúdo Harley Quinn, está a oferecer um modelo do novo Batmobile, desenhado exclusivamente para aquele retalhista. Tal como Quinn, Red Hood também é um personagem jogável via conteúdo adicional, em que este tem de enfrentar o vilão Black Mask. A versão do jogo para PlayStation 4 inclui um conjunto de missões temporariamente exclusivas, o "Scarecrow Nightmare Pack". A história mostra a cidade de Gotham que sucumbiu ao gás do medo de Scarecrow transformando-a num pesadelo de si própria, vigiada por uma torre do vilão e o seu exercito de mortos vivos. O pacote "WayneTech Booster" dá logo ao início quatro melhorias para Batman e para o Batmobile, evitando assim que o jogador tenha de as conseguir à medida que progride no jogo.
Em Abril de 2015 a Warner Bros. anunciou a Season Pass para Batman: Arkham Knight, que se pode adquirir por si só ou incluída na Edição Premium do jogo. A Season Pass tem missões adicionais para a história, mapas de desafio para Batman e para os seus aliados, circuitos de corrida para o Batmobile, e "peles" para Batman, os aliados e para o Batmobile. As missões incluem Batgirl: A Matter of Family, The Season of Infamy em que Batman enfrenta "vilões lendários que invadem Gotham City, com novos enredos, missões e mecânicas"; e Gotham City Stories, onde o jogador controla os aliados de Batman numa história em que os eventos ocorrem antes e depois de Arkham Knight.
Em Batgirl: A Matter of Family, o único dos conteúdos produzido pela Warner Bros. Games Montréal, os jogadores controlam Barbara Gordon, como Batgirl, e os eventos acontecem antes de Arkham Asylum. A acção ocorre no Seagate Amusement Park, um parque temático náutico construído no topo de uma plataforma petrolífera, onde a Batgirl faz equipa com Robin para salvar o seu pai, o Comissário Gordon, que foi raptado pelo Joker e pela Harley Quinn. Tal como a história principal, o conteúdo inclui a função Duel Play e adiciona a possibilidade de se infiltrar em sistemas (hacking). O produtor Justin Vazquez disse que "Hacking é aquilo que realmente a separa dos outros personagens... Queríamos que a Batgirl não fosse tão poderosa como Batman, mas esta possibilidade dá a oportunidade à Batgirl dever fazer coisas que nem o Batman consegue." A Matter of Family foi lançado para as consolas a 14 de Julho de 2015 para os possuidores da Season Pass, e a 21 de Julho para o público em geral. A versão para Windows foi adiada até os problemas técnicos nessa plataforma estarem resolvidos.
O conteúdo adicional lançado em Agosto de 2015 inclui o pacote "1989 Movie Batmobile", que inclui fatos usados por Michael Keaton e para o Batmobile do filme de 1989, Batman, e duas pistas de corrida basedas nesse filme e na sequela, Batman Returns; o pacote "Bat-family Skins", que inclui seis fatos para vários personagens; e outro conteúdo que já tinha sido lançado previamente como bónus de pré-reserva. Em Setembro de 2015, a Rocksteady lançou dois pacotes "Crime Fighter Challenge Pack", com onze desafios para Batman, Nightwing, Robin e Catwoman; o "GCPD Lockdown", uma história para Nightwing que ocorre depois de Arkham Knight, na qual Nightwing tem de impedir o Penguin de fugir do quartel da policia; o "2008 Tumbler Batmobile", que inclui o Batmobile Tumblr e duas pistas de corrida baseadas em The Dark Knight; e o fato Arkham Asylum para Batman. Para Outubro de 2015, o conteúdo adicional inclui: o pacote "Crime Fighter Challenge Pack #3", com desafios para os personagens jogáveis e para o Batmobile; o pacote "Batman Classic TV Series Batmobile", que inclui Batmobile da série de 1960, fatos para Catwoman e Robin pistas de corrida baseados na série; e a "Catwoman's Revenge", uma missão de história que acontece depois dos eventos do jogo principal, em que a Catwoman procura vingança contra o Riddler. Para Novembro de 2015, a Rocksteady tem algumas novidades como o pacote "2016 Batman v Superman Batmobile", que inclui um fato igual ao usado por Ben Affleck e outro para o Batmobile ambos baseados no filme Batman v Superman: Dawn of Justice; e o pacote "Wayne Tech", com dois circuitos de corrida. Também incluído estão dois mapas de desafio; "A Flip of a Coin", um "Episódio Arkham" em que Robin persegue o Two-Face; dois mapas desafio; outros mapas já antes lançados; o fato original de Tim Drake para Robin, dois fatos para o Batmobile baseados em Robin e no Riddler; e o "Crime Fighter Challenge Pack #4", para todos os personagens. Em Dezembro, o último mês de lançamentos, terá o fato de Christian Bale de The Dark Knight; o Batmobile original de Arkham Asylum; o "Crime Fighter Challenge Pack #5"; e quatro missões "Season of Infamy", em que o Mad Hatter faz jogos sinistros com o Batman, enquanto que membros da GCPD são apanhados no meio; o Killer Croc que escapa da sua cela de máxima segurança e causa o caos num avião em destroços; a Liga dos Assassinos que regressa a Gotham City; e o Mr. Freeze que está próximo de acabar o trabalho de uma vida. Para Janeiro de 2016 a Rocksteady preparou o “Community Challenge Pack”, uma expansão em que parte do conteúdo foi escolhido pelos fãs, e inclui vários mapas retirados dos jogos anteriores incluindo o Sanatório/Instalações Medicas de Arkham Asylum; o Beco do Crime, o Hall de Entrada da Mansão Wayne, a Batcave, o Iceberg Lounge e o Teatro Monarque de Arkham City. Adicionalmente o pacote contém um desafio AR.
Vários desenhos e fatos alternativos ficaram disponíveis para Batman, Robin, Nightwing, Catwoman e para o Batmobile. Os desenhos dos fatos para Batman incluem um inspirado na série de televisão dos anos de 1960, na Justice League 3000, em Batman Beyond, em The Dark Knight Returns, um com o desenho "First Appearance", em The New 52, em Flaspoint, em Batman: Gotham Knight, no Earth 2, no jogo Arkham Origins, o “icónico Cinzento & Preto", um da década de 1970, um no filme de 1989 de Tim Burton, Zur-En-Arrh; e Arkham Asylum. Para Robin existe um baseado no The New 52, e na banda desenhada One Year Later. Nightwing tem um baseado em The New 52, e um com o nome ‘Original Arkham’. Para a Catwoman existe um baseado nos desenhos usados na década de 1990. Para o Batmobile inclui um inspirado na série de 1960, uma versão protótipo, outro baseado a partir do filme de 1989 e o The Dark Knight Tumbler. Existem circuitos de corrida para o Batmobile baseados em Batman Returns e The Dark Knight. A Rocksteady irá lançar ainda um fato inspirado em Christian Bale (de The Dark Knight), devido "à quantidade enorme de pedidos".

### Marketing

Publicidade ao jogo em Times Square, Nova Iorque, Maio de 2015.

Durante as comemorações do 75ª Aniversário de Batman em 2014, a DC Comics apresentou a exposição de arte "Cape/Cowl/Create" durante a San Diego Comic-Con International em Julho de 2014. A exposição teve a participação de artistas contemporâneos a pintar numa capa desenhada por Asher Levine, inspirada no fato de Batman presente no jogo. Em Maio de 2015, uma réplica em tamanho real do Batmobile usado no jogo, desenhado pela West Coast Customs, esteve em exposição na MCM London Comic Con. Começando a 8 de Maio de 2015, até ao lançamento do jogo, a Rocksteady lançou uma série de vídeos semanais com o nome "Arkham Insider", que mostram a equipa de produção a mostrar vários aspectos do jogo assim como a responder a perguntas dos fãs. A 15 de Junho de 2015 durante a conferencia de imprensa da Sony na E3, foi mostrado um novo vídeo, mais tarde confirmado por Sefton Hill como sendo os primeiros minutos do jogo.
Foram criados vários produtos baseados no jogo incluindo brinquedos, roupa, chapéus, calendários, posteres, auriculares e o The Riddler's Gambit, um romance de 320 páginas escrito por Alexander C. Irvine, que serve como prequela para a história de Arkham Knight e descreve o conflito de Batman com o Riddler.
A Play Arts Kai da Square Enix, criou uma linha de figuras para Batman: Arkham Knight, incluindo uma de Batman e de Arkham Knight. A NECA irá disponibilizar em Março de 2016 uma estátua de tamanho real de Batman. Com altura de 6'2" (188 cm) e feita de borracha e latex, o desenho foi "criado directamente dos ficheiros digitais usados para fazer" Batman: Arkham Knight.

### Banda desenhada
Em Dezembro de 2014, foi anunciada uma banda desenhada digital, escrita por Peter J. Tomasi, com arte de Viktor Bogdanovic e Art Thibert, e capas de Dan Panosian com a história a seguir os eventos depois de Arkham City. Foi editada pela DC Comics em Fevereiro de 2015, e em Março de 2015 em formato papel com toda a colecção digital incluída. Um romance baseado no jogo, escrito por Marv Wolfman, foi lançado na mesma altura que o jogo. Em Abril de 2015, foi mostrada uma segunda banda desenhada, Batman: Arkham Knight – Genesis. A história centra-se nas origens do vilão Arkham Knight e será lançada uma vez por mês durante seis meses começando em Julho de 2015. Foi novamente escrita por Tomasi com arte de Alisson Borges. Em Agosto de 2015, outra banda desenhada Arkham Knight foi revelada, a Batman: Arkham Knight — Robin Special #1. Escrita de novo por Tomasi, com arte de Robson Rocha e Juan Albarran, tem lançamento para Novembro de 2015.

## Recepção

### Críticas profissionais

As criticas foram mais dirigidas para com o uso excessivo e a ênfase dada ao Batmobile em algumas secções.

As edições para as consolas de Batman: Arkham Knight foram muito bem recebidas pelos críticos, enquanto que a versão para Microsoft Windows foi objecto de intensa critica, principalmente devido aos vários problemas técnicos encontrados aquando do seu lançamento, levando a Warner Bros. Interactive Entertainment a suspender temporariamente as vendas para a versão PC. Os elogios foram para vários aspectos incluindo a jogabilidade, visuais, combate e o mundo aberto da cidade de Gotham. Enquanto que o enredo teve análises variadas, as criticas foram mais dirigidas para com o uso excessivo e a ênfase dada ao Batmobile nalgumas secções. Os sites de pontuações agregadas GameRankings e Metacritic dão à versão PlayStation 4 88.45% e 87/100, à versão Xbox One 86.07% e 85/100 e à versão Windows 70.94% e 70/100, respectivamente.
Dan Stapleton do IGN deu ao jogo 9.2/10, elogiando vários aspectos do jogo incluindo os gráficos, a jogabilidade, o mundo aberto detalhado, as melhorias nos sistemas de combate e o desempenho dos actores que dão as vozes aos personagens (particularmente Kevin Conroy como Batman e John Noble como Scarecrow). Apesar de elogiar a adição do Batmobile por forma a satisfazer as fantasias de conduzir o veículo, foi critico em relação ao modo Combate deste, descrevendo-o como "estranho" e igual a "qualquer actividade não-Batman que conseguires imaginar." Elogiou as batalhas de tanques como sendo "engraçadas" devido à sua jogabilidade táctica, e à utilização do modo Combate para resolver puzzles como "desajeitadamente frustrante". Stapleton também fez notar que o veículo é difícil de manobrar com os controlos por defeito, sendo que no entanto há a hipótese de os reconfigurar. Justin McElroy do Polygon, deu a nota 10/10, referindo que "toca em todos os pontos para um quarto titulo de uma série AAA." Elogiou muito os puzzles do jogo, observando que estes fazem os jogadores pensar num nível significativamente mais elevado do que nos capítulos anteriores da série. McElroy chamou ao jogo "revolucionário" e "o melhor jogo desta geração." Adam Cook do God is a Geek também deu 10/10, elogiando vários aspectos do jogo incluindo as vozes dos actores, a história, os gráficos e a ausência de ecrãs de carregamento. Cook apesar de achar fantástica a adição do veículo fez notar que o seu uso pode ser por vezes exagerado "com muitos encontros de combate com o Batmobile, que tanto podes amar ou detestar." Conclui ao dizer que o jogo tem um “final apropriado para uma trilogia fenomenal" e que a "Rocksteady criou um dos melhores jogos de banda desenhada de todos os tempos." Steve Tilley do The Toronto Sun disse que o jogo é "fantástico, senão um pouco formuláico". Tal como Cook, sentiu que dá uma conclusão boa e satisfatória para os jogos Arkham da Rocksteady, elogiando as surpresas no enredo, assim como os gráficos, o combate e as possibilidades dadas pelo Batmobile. Jorge Loureiro para o Eurogamer.pt deu o selo de "obrigatório" ao jogo e elogiou vários aspectos como a história, os combates, a movimentação pela cidade, os puzzles e as engenhocas, destacando o excelente trabalho dos actores de vozes. Resume o jogo ao dizer que "não é apenas o melhor jogo do Batman, é o melhor jogo de super-heróis de sempre e candidato a um dos melhores de 2015."
Andrew Reiner da revista Game Informer deu a Arkham Knight 9.5/10, dizendo "Batman: Arkham Knight é um monstro poderoso da narrativa apimentado com enorme capacidade e com excelentes heróis, vilões, batalhas, drama, humor, serviço para os fãs, e a mãe de todos os enredos com reviravoltas." Descreve Gotham City como "um belo local de brincadeira para Batman," destacando os bairros distintos. Reiner acrescenta que o Batmobile "dá um murro satisfatório", elogiando as pistas de corrida que envolvem o Riddler. Também dá especial destaque à enorme variedade que existe no jogo e do modo como esta corresponde com os eventos da história. No entanto, sentiu que o combate é mais fácil que nos jogos anteriores, devido em parte à mecânica "Dual Play". Simon Miller do VideoGamer.com, deu 10/10 e chamou ao jogo "o melhor jogo do Batman alguma vez feito e um clássico de pleno direito." Miller elogiou muito a Rocksteady pelo seu entendimento superior da personagem do Batman, referindo que o jogo oferece realmente a experiência total de ser o herói. Chamou à história "terrifica" e elogiou também o combate, o "Dual Play" e os puzzles do Riddler. Apesar da pontuação perfeita, Miller refere que o Batmobile é um dos contras do jogo, referindo que ao modo Tanque ou Combate "falta estilo e graça que está presente em quase todos os outros lugares [do jogo] e logo começa a se sentir um pouco monótono." Elogiou igualmente a "descarga de adrenalina" quando se conduz o carro pelas ruas da cidade. Concluiu a sua análise a dizer que o jogo é uma "obra-prima". Dan Whitehead do Eurogamer.net deu o selo de "recomendado" ao jogo, dando elogiou aos pormenores dos gráficos, mas também critica muito o modo Combate do Batmobile, chamando-lhe um dos pontos mais fracos do jogo. Destaca no entanto a caracterização do Batman, ao dizer que "o Batman de Arkham Knight é uma figura complexa e contraditória, um herói com profundidade e dimensão, e temos a possibilidade de usar aquele capuz icónico para uma última e incompreensível noite de caos. Perder isso? Deves estar a brincar." A GamesTM deu a Arkham Knight a pontuação de 9/10, referindo que o jogo funciona muito bem mesmo sem a presença do Joker, louvando a história por ser convidativa e intima, de uma natureza de escala épica. Jogar com o Batmobile foi descrito como "emocionante", mas no entanto é a parte do jogo "menos imersiva". O "Dual Play" é referido como uma das melhores características do jogo bem como o seu envolvimento com os desafios do Riddler.
Kevin VanOrd, do GameSpot, deu ao jogo 7/10. Gostou particularmente da quantidade de variedade presente no jogo e nas melhorias encontradas em comparação com os jogos anteriores. Em contraste com vários críticos, VanOrd reagiu positivamente aos segmentos que envolvem o modo Combate do Batmobile, chamando-os "uma delicia" e que faz do jogador "o director de um espectáculo de fogo de artificio." Disse que a condução do veículo "satisfatória" e elogiou os puzzles existentes no jogo, assim como o "Dual Play". No entanto, VanOrd verificou algumas falhas de lógica, particularmente no confronto entre a regra de Batman que o impede de matar pessoas e a predilecção significativa para com a destruição do Batmobile. Também fez notar que os elementos temáticos da história e as metáforas repetitivas tornavam-se redundantes, chamando ao enredo "desajeitado" e descrevendo o jogo como "tão bom quanto o mundo quer que ele seja." VanOrd concluiu a sua análise ao dizer "...é um retorno seguro, e gratificante, à metrópole mais atormentada do mundo." Sam Roberts do GamesRadar diz que o jogo tem um com valor cinemático, particularmente em alguns momentos que parece como a animação Batman: The Animated Series. No entanto, Roberts fez algumas criticas, chamando às adições do Batmobile "escorregadias"; o enredo foi descrito como "vacilante, com diálogos por vezes exagerados e com uma dupla de vilões pouco convicente." Roberts elogiou o mundo "deslumbrante" e as missões secundárias "quase universalmente fantásticas". Apesar disso, chamou de "terríveis" às perseguições durante as missões do Firefly e outras por serem "repetitivas", enquanto que as pistas de corridas do Riddler são "para lá de estúpidas." Ainda assim, elogiou o personagem pelo seu envolvimento no história. Chris Suellentrop do Kotaku fez uma análise positiva a Arkham Knight, particularmente a história, chamando-a "a mais forte dos jogos Arkham". Suellentrop refere que o Batmobile é "uma tentativa nobre de dar algo novo à fórmula Arkham", mas falha ao tentar dar as mesmas alegrias e satisfações que o fato de Batman consegue dar. Também refere que o novo vilão criado de propósito para o jogo, o Arkham Knight, não é muito interessante como o nemesis de Batman. Ray Carsillo da Electronic Gaming Monthly deu a pontuação 6.5/10. Carsillo refere que se comparado com Arkham Asylum e Arkham City, Arkham Knight é uma desilusão. Diz que o enredo é uma "completa confusão" e que "Sefton Hill e a sua equipa de escritores falham em comparação com Paul Dini". Apesar disso diz que a história fornece um final apropriado para o Batman do universo Arkham. Carsillo é da opinião que houve muita confiança depositada no Batmobile e que com isso o factor diversão ficou danificado, especialmente quando o herói é demasiadas vezes quase forçado a entrar no seu "desajeitado" veículo. Também acrescenta que as secções com o Joker eram desnecessárias e que o jogo tem uma boa quantidade de glitches. Carsillo elogiou sobretudo as mecânicas de combate "melhores que nunca" e o mundo aberto da cidade de Gotham. Roger Hargreaves a escrever para o Metro.co.uk deu a pontuação de 7/10. Hargreaves diz que Arkham Knight tem como pontos fortes os gráficos e o mundo aberto e pela enorme quantidade e com qualidade das missões secundárias e de outras distrações. Também elogiou as mecânicas de combate e stealth. Criticou a história "com falhas" e que o Batmobile não é bem-vindo ao jogo "pelo menos não da maneira repetitiva e artificial com que é usado". Hargreaves conclui a sua análise ao dizer que mesmo sendo o jogo mais fraco e menos consistente de todos os Arkham, continua a ser mesmo assim "uma aventura superior de super-heróis."
A versão PC, não teve boas análises devidos aos vários problemas e erros técnicos encontrados na versão inicial. Jim Sterling para o site The Jimquisition deu a pontuação 5/10 e começa por dizer "queres experimentar o verdadeiro medo [referência ao vilão Scarecrow]? Tenta jogá-lo no PC!", chamando a esta versão "francamente embaraçosa", recomendando Arkham Knight como adequado para a lista de baixa de preços. Sterling criticou o slogan do jogo, "sê o Batman", quando deveria ser "sê o Batmobile", devido ao tempo exagerado que passou a conduzir o veículo. Também dirigiu criticas para a história e para com algumas das missões secundárias que envolvem os principais vilões. Elogiou sobretudo as melhorias dadas no combate, como o Fear Takedown e o Dual Play. Andy Kelly para o PC Gamer refere que não se sente confortável ao recomendar o jogo devido aos vários problemas técnicos que foi encontrando enquanto o testava. Também ficou desiludido quanto ao combate com o Batmobile e o vilão "ridículo".
Adicionalmente, Stapleton do IGN e Paul Tassi da revista Forbes ambos estão de acordo sobre o problema que a Rocksteady criou no marketing que fez ao personagem Arkham Knight, isto porque  foi dito que era original mas que no entanto o personagem no papel não era. Stapleton refere que a "Rocksteady criou este grande mistério, fez falsas afirmações sobre ele, e no entanto revelou algo tão óbvio que qualquer fã com um conhecimento moderado do Batman poderia ter sido razoavelmente surpreendido. Nós já sabíamos quem é o Arkham Knight; apenas queríamos que tal não fosse verdade, porque queríamos a história original como nos foi prometida." Tassi disse: "Percebo que muitos fãs ávidos de Batman possam ter ficado desiludidos, porque lhes prometeram um personagem novo, mas que no entanto apenas é uma versão com um nome novo e uma roupa nova de um personagem que já existe há anos, e como resultado, muitos dos fãs podem perceber facilmente a reviravolta. Trabalha bem no jogo, mas a Rocksteady foi um pouco enganadora ao insistir que a sua identidade nos iria chocar e surpreender."

#### Conteúdo para transferência
Chris Carter do Destructoid foi muito critico em relação aos pacotes adicionais referentes a Harley Quinn e Red Hood, ambos originalmente criados como bónus de pré-reserva. Carter chamou a ambos "dolorosamente" e "repugnantemente" pequenos, respectivamente. O pacote Harley dura cerca de 30mns, e o de Red Hood cerca de 10mns. Carter afirma que é "uma desilusão, no mínimo, porque ambos os DLCs poderiam ter sido muito melhores se tivessem uma hora de duração, com melhores histórias, e mais mecânicas interessantes," concluindo que a "Rocksteady está a dar mais destas "Histórias Arkham" com o Season Pass, esperam sinceramente que sejam melhores que isto."
Para o pacote Batgirl: A Matter of Family, Stapleton do IGN deu a pontuação de 6.3/10. Elogiou o ambiente e a atmosfera do parque temático, a história, as variações do combate, o desenho da personagem Batgirl, e o desempenho de Mark Hamill como o Joker. A principal preocupação foi o tamanho pequeno da campanha e a falta de valor para voltar a jogar, para além dos coleccionáveis espalhados pelo mapa. Stapleton acrescentou "pior, não há mapas de desafio para jogarmos com a Batgirl, o que significa que um belo modelo de personagem está encurralado apenas num único bocado de história. Considerando que Arkham Knight é bastante mesquinho nos mapas de desafio, isto representa outra grande oportunidade perdida". Reiner da Game Informer sentiu que o DLC é "muito curto e seco. Se a historia de Arkham não te interessa, e apenas jogas estes jogos para teres bons momentos de acção no papel de Batman, não, não percas tempo com este DLC. A WB Montreal pode ter elogios por ter criado uma versão maravilhosa da Batgirl, com muitos recursos e capaz de criar medo nos vilões do Joker, mas a sua missão tem tão pouca critividade que se coloca entre as piores da série Arkham." No entanto, elogiou a história secundária que envolve Edward Burke, chamando-o "escura e torcida" derramando "uma nova luz sobre um dos principais pilares da série." Erik Kain da Forbes refere que o conteúdo deveria ter sido gratuito, fazendo lembrar que a história do jogo principal é curta e chamando-a "recta" e "sem vitalidade". Também criticou a Warner Bros pela campanha de marketing que fez a Arkham Knight e aos seus DLC, comentando o seu sacrifício da qualidade pela quantidade e por estar continuamente a cobrar os consumidores por conteúdo medíocre.

### Problemas técnicos no Windows
No dia de lançamento, vários websites e centenas de usuários começaram a queixar-se de falhas técnicas e de desempenho na versão Windows, com alguns mesmo a referir que a fase de optimização do jogo durante a produção tinha sido ignorada. Os utilizadores do Steam começaram logo a escrever criticas muito mordazes ao desempenho técnico do jogo, incluindo queixas sobre a fluidez, por esta estar bloqueada a 30fps (pode ser aumentada, mas causa maus efeitos secundários) e por cair até 10fps enquanto o jogador plana com o Batman ou conduz o Batmobile. Mesmo placas gráficas de topo, como a GeForce GTX 970 da Nvidia, não conseguem aguentar o jogo adequadamente, os utilizadores queixavam-se da fluidez estar sempre a ser inconsistente e a "gaguejar". A Nvidia e a AMD lançaram novos drivers optimizados para o jogo para tentar resolver os problemas, com o Steam a "recomendar fortemente" a sua utilização. A produtora Rocksteady lançou uma afirmação pública a dizer que estavam conscientes dos problemas e que "estavam a trabalhar de muito perto com o parceiro de produção para o PC" (o estúdio Iron Galaxy Studios) para resolver as questões. A 24 de Junho de 2015, mais de 5.000 análises dos consumidores do Steam (cerca de 68% das análises ao jogo no Steam) não recomendavam Arkham Knight devido aos problemas encontrados. No mesmo dia no website Metacritic, a pontuação dos usuários para a versão PC tinha uma média de 1.4/10, baseada em 976 análises.
A 24 de Junho de 2015, a Warner Bros. Interactive Entertainment anunciou que iria suspender as vendas da versão PC "enquanto trabalhamos para resolver os problemas de modo a satisfazer os nossos padrões de qualidade." Também foram dados reembolsos aos consumidores que já tinham adquirido o jogo. A 27 de Junho, foi lançada uma atualização para reparar alguns problemas. A Rocksteady fez notar que estão ainda focados no problema da fluidez, na questão da baixa resolução, no desempenho geral do jogo entre outras questões. No início de Julho de 2015, a Kotaku reportou que a Warner Bros. sabia dos problemas da versão Windows, mas que decidiu ainda assim lançar o jogo como estava, "para não chatear os clientes — mas porque estes acreditavam estar bom o suficiente." A Kotaku Austrália referiu adicionalmente que os problemas nunca estariam resolvidos antes de Setembro de 2015, e que todas as versões de retalho em stock iriam ser retiradas. Dias depois a Warner Bros. anunciou que estavam a criar "uma actualização para ser lançada em Agosto para os jogadores existentes."
A 21 de Agosto de 2015, a Warner Bros. informou que a primeira atualização estava a ser testada, com "a esperança de ser lançada nas próximas semanas", o que acabou por acontecer dias depois, a 4 de Setembro. A actualização repara vários aspectos incluindo a redução de erros na frame rate, melhorias de desempenho em todas as GPU e optimizações para a memória do sistema e no uso da VRAM. Em adição, foi referido que a empresa continuará a trabalhar em atualizações futuras por forma a resolver os problemas restantes. Como anunciado pela Warner Bros., a versão PC voltou a receber uma atualização no final de outubro de 2015 para depois ser novamente colocada à venda no dia 28 do mesmo mês. Depois do jogo ter ficado disponível de novo para o PC, foi de novo criticado por continuar a apresentar problemas técnicos. Como tal, a Warner Brothers anunciou a 1 de Novembro que iria reembolsar qualquer jogador que continuasse a ter problemas no jogo.

### Vendas
Batman: Arkham Knight foi o jogo mais vendido em Junho de 2015. De acordo com o Chart-Track, estreou-se em #1 nas tabelas do Reino Unido, e tornando-se naquela data o jogo que mais rapidamente vendeu no ano de 2015, ultrapassando o recorde de The Witcher 3: Wild Hunt, o segundo jogo mais vendido de 2015, atrás de Mortal Kombat X.
A 12 de Outubro de 2015, foi relatado pelo The Wall Street Journal que Batman: Arkham Knight já tinha vendido mundialmente mais de cinco milhões de cópias.

### Prémios e louvores
Batman: Arkham Knight foi exibido em várias audiências em Junho de 2014 durante a Electronic Entertainment Expo recebendo vários prémios incluindo “Melhor Jogo de Acção” da revista Game Informer. Atribuídos pela IGN recebeu o prémio de “Melhor Jogo para Xbox One” e ficou em segundo lugar para “Jogo do Evento” e “Melhor Jogo para PlayStation 4”. Também relativo à E3 2014, os Game Critics Awards premiaram Arkham Knight como o “Melhor Jogo de Acção/Aventura”, e nomearam-no para “Melhor do Evento” e “Melhor Jogo para Consola”. Para os Golden Joystick Awards de 2014, atribuídos pela revista Computer and Video Games, Arkham Knight foi nomeado para o prémio de jogo “Mais Desejado”. Em Dezembro de 2014, a publicação britânica Market for Home Computing and Video Games (MCV), referiu que Arkham Knight era o título mais aguardado pelos retalhistas da região, à frente de Halo 5: Guardians, Evolve, The Order: 1886 e Uncharted 4: A Thief's End. Também foi um dos jogos mais aguardados de 2015 pelos leitores da Game Informer.
| Ano  | Prémio                 | Categoria                                      | Indicação             | Resultado | Ref.    |
| ---- | ---------------------- | ---------------------------------------------- | --------------------- | --------- | ------- |
| 2015 | Golden Joystick Awards | Best Storytelling                              | Batman: Arkham Knight | Indicado  | [ 203 ] |
| 2015 | Golden Joystick Awards | Best Visual Design                             | Batman: Arkham Knight | Indicado  | [ 203 ] |
| 2015 | Golden Joystick Awards | Best Audio                                     | Batman: Arkham Knight | Indicado  | [ 203 ] |
| 2015 | Golden Joystick Awards | Best Gaming Moment – The "return" of the Joker | Batman: Arkham Knight | Indicado  | [ 203 ] |
| 2015 | Golden Joystick Awards | Game of the Year                               | Batman: Arkham Knight | Indicado  | [ 203 ] |
| 2015 | Golden Joystick Awards | Performance of the Year                        | Mark Hamill           | Indicado  | [ 203 ] |